# Ектор Балей
Ектор Балей (ісп. Héctor Baley, нар. 16 листопада 1950, Сан-Ніколас-де-лос-Арройос) — аргентинський футболіст, що грав на позиції воротаря. ВІдомий за виступами у складі низки аргентинських клубів, а також у складі національної збірної Аргентини.
Ектор Балей був чемпіоном Аргентини, триразовим володар Кубка Лібертадорес та володарем Міжконтинентального кубка. У складі збірної — чемпіон світу.

## Клубна кар'єра
У дорослому футболі дебютував 1968 року виступами за команду клубу «Естудьянтес», в якій провів п'ять сезонів. Але молодий воротар не витримав конкуренції із досвідченим голкіпером Альберто Полетті, та покинув клуб, взявши участь лише у 3 матчах чемпіонату Аргентини.
Згодом з 1973 по 1976 рік Ектор Балей грав у складі команди «Колон», а у 1976 році перейшов до складу клубу «Уракан». У цій команді він став основним воротарем та справжнім лідером команди, та уперше був викликаний до складу національної збірної. Із 1978 року виступав у складі клубу «Індепендьєнте» (Авельянеда), та у цьому ж році виборов із нею титул чемпіона Аргентини. У подальшому втратив місце в основному складі команди, та вирішив залишити клуб.
У 1981 році перейшов до складу клубу «Тальєрес». У сезоні 1982–1983 років під час футбольного матчу отримав важку травму і втратив місце в основному складі команди, поступившись місцем у воротах майбутньому голкіперу аргентинської збірної Анхелю Коміссо. Завершив виступи у великому футболі Ектор Балей у 1987 році у складі «Тальєреса».

## Виступи за збірну
1976 року дебютував в офіційних матчах у складі національної збірної Аргентини. Протягом кар'єри у національній команді, яка тривала 6 років, провів у формі головної команди країни 12 товариських матчів, серед яких матчі зі збірними Англії та ФРН напередодні чемпіонату світу 1982 року.
У складі збірної був учасником чемпіонату світу 1978 року в Аргентині, на якому збірна Аргентини здобула титул чемпіона світу, але на поле так і не виходив. У складі збірної також брав участь у чемпіонаті світу 1982 року в Іспанії, але також не виходив на поле.

## Цікаві факти
Ектор Балей мав смаглявий колір шкіри, та мав прізвиська Chocolate та Negro, хоча даних за негритянське походження футболіста немає.
Ектор Балей на чемпіонаті світу 1978 року був заявлений під номером 3, оскільки тоді у футбольній збірній Аргентини на чемпіонатах світу номери присвоювались у алфавітному порядку. На чемпіонаті світу 1982 року Ектор Балей по цій самій причині був заявлений під другим номером.

## Титули і досягнення
- Чемпіон Аргентини (1):

«Індепендьєнте»: 1978 (Насьйональ)
- Володар Кубка Лібертадорес (3):

«Естудіантес Текос»: 1968, 1969, 1970
- Володар Міжконтинентального кубка (1):

«Естудіантес Текос»: 1968
- Чемпіон світу (1):

1978